# It's a Great Life (film, 1935)
Pour les articles homonymes, voir It's a Great Life.
Pour plus de détails, voir Fiche technique et Distribution.
It's a Great Life est un film américain réalisé par Edward F. Cline et sorti en 1935.

## Fiche technique
- Réalisation : Edward F. Cline
- Scénario : Arthur Lake, Sherman Rogers
- Production : Paramount Pictures
- Lieu de tournage : Hollywood, Los Angeles
- Durée : 64 minutes
- Date de sortie : 4 octobre 1935

## Distribution
- Joe Morrison : Johnny Barclay
- Paul Kelly : Rockie Johnson
- Rosalind Keith : Mary Jennings
- William Frawley : Lt. McNulty
- Charles "Chic" Sale : Grandpa Barclay
- David Holt : Ruddy
- Dean Jagger : Arnold
- Baby LeRoy : Buddy
- Florence Nash : Ma Emmy Barclay
- Gloria Ann White : Elizabeth
- Oscar Polk : Lazy Bones